# Anthophora balassogloi
Anthophora balassogloi là một loài Hymenoptera trong họ Apidae. Loài này được Radoszkowski mô tả khoa học năm 1876.